# Wanderlust (álbum de Sophie Ellis-Bextor)
Wanderlust ("Deseo de viajar", estilizado como ШАNDЄЯLUЅT) es el nombre del quinto álbum de estudio de la cantautora británica Sophie Ellis-Bextor. Significó un cambio radical de estilo para la cantante, pasando de la música pop y dance a fuertes influencias de música barroca, orquestal y folk. 

## Información sobre el álbum
Wanderlust toma una orientación musical muy diversa de casi todo lo que Ellis-Bextor había realizado anteriormente, que había sido de corte dance-electrónico. Este álbum surgió de la estrecha colaboración con Ed Harcourt, con quien la británica seguirá trabajando en sus siguientes trabajos. La placa fue grabada en un lapso de quince días en 2013. En sus letras explora universos literarios de Europa del Este, perceptibles también en la ambientación sonora acústica, de cámara y barroca de sus canciones. 
Fue lanzado el 20 de enero de 2014 en el Reino Unido en formato digital por medio de iTunes y luego a nivel mundial y en formatos LP y CD. También se produjo una edición de lujo que incluye un librillo encuadernado con fotografías y una postal firmada por la cantante. En noviembre de 2014 EBGB lanzó una edición doble con el álbum estándar y un disco de remixes bajo el título de Wandermix, producido por Freelance Hellraiser.
El primer sencillo del  álbum fue «Young Blood» (que llegó al No. 34 del Single Chart y No. 3 en el Indie Chart británico), continuado por «Runaway Daydreamer» (No. 29 en el Indie Chart británico), «Love is a Camera» y «The Deer & the Wolf». Los cuatro singles fueron acompañados de videos promocionales (los primeros tres dirigidos por Sophie Muller y el cuarto por Harry Caurt) en los que Ellis-Bextor explora la estética indie del álbum. Unos meses antes del lanzamiento de Wanderlust, Ellis-Bextor publicó en YouTube un teaser, dirigido también por Muller, en el que aparecen fragmentos de algunas canciones.
El lanzamiento fue acompañado por una gira internacional que recorrió ciudades de Europa y Asia. La particularidad de esta gira fue que la lista de canciones incluía prácticamente todas las canciones del álbum en el set principal y algunos hits anteriores y covers en el encore. Ellis-Bextor ganó el premio por "Best Live Act" en los AIM Awards celebrados el 2 de septiembre de 2014 en Londres.

## Recepción comercial y crítica
Tanto el público como la crítica especializada recibieron este trabajo con mucho entusiasmo, al punto que acabó por convertirse en el segundo lanzamiento más exitoso de Ellis-Bextor (siendo el primero su debut multiplatino Read My Lips). A diferencia de sus últimos trabajos, Wanderlust alcanzó la cuarta ubicación de la lista de álbumes del Reino Unido vendiendo en su primera semana alrededor de 10 000 copias. Según Metacritic, que asigna un puntaje normalizado en una escala de 1 a 100, Wanderlust tiene un promedio de 65, lo que lo deja en un estándar de "críticas generalmente favorables".
Wanderlust debutó en el #4 en el UK Albums Chart, vendiendo 10,844 copias en su semana de lanzamiento. Es su trabajo más exitoso en su país desde Read My Lips de 2001, el cual se posicionó en el #2. El 15 de abril, Sophie anunció en Twitter que la placa había recibido la certificación de plata en el Reino Unido por más de 60 000 copias vendidas.

## Lista de canciones
Edición de iTunes, Edición de lujo y Edición estándar (CD & LP)

Todas las canciones escritas y compuestas por Sophie Ellis-Bextor y Ed Harcourt. 
| N.º | Título                          | Duración |  |
| 1.  | «Birth of an Empire»            | 3:48     |  |
| 2.  | «Until the Stars Collide»       | 3:39     |  |
| 3.  | «Runaway Daydreamer»            | 4:00     |  |
| 4.  | «The Deer & the Wolf»           | 3:54     |  |
| 5.  | «Young Blood»                   | 4:28     |  |
| 6.  | «-Interlude-»                   | 2:23     |  |
| 7.  | «13 Little Dolls»               | 3:32     |  |
| 8.  | «Wrong Side of the Sun»         | 3:50     |  |
| 9.  | «Love Is a Camera»              | 4:13     |  |
| 10. | «Cry to the Beat of the Band»   | 3:38     |  |
| 11. | «When the Storm Has Blown Over» | 3:31     |  |

| Wandermix |                                          |          |  |
| N.º       | Título                                   | Duración |  |
| 1.        | «The Deer & the Wolf (Role Reversal)»    | 3:43     |  |
| 2.        | «Cry to the Beat of the Band (Break Up)» | 4:41     |  |
| 3.        | «Wrong Side of the Sun (Phoenix Rising)» | 3:43     |  |
| 4.        | «Runaway Daydreamer (Secret)»            | 4:25     |  |
| 5.        | «Young Blood (Kick It)»                  | 6:43     |  |
| 6.        | «Wandermix (Continuous Mix)»             | 23:16    |  |